# Bassant Hemida
Bassant Mohamed Awad Abdelsalem Hemida (* 28. September 1996) ist eine ägyptische Leichtathletin, die sich auf den Sprint spezialisiert hat. Momentan ist sie Inhaberin der Landesrekord über 100 und 200 Meter.

## Sportliche Laufbahn
Erste internationale Erfahrungen sammelte Basnat Abdelsalam 2013 bei den arabischen Jugendmeisterschaften in Kairo, bei denen sie in 12,26 s die Goldmedaille im 100-Meter-Lauf gewann und über 200 Meter in 24,71 s zu Silber lief. Im Jahr darauf siegte sie bei den arabischen Juniorenmeisterschaften in Kairo in 12,13 s über 100 Meter und gewann über 200 Meter in 25,21 s die Silbermedaille. 2015 belegte sie bei den Juniorenafrikameisterschaften in Addis Abeba in 12,50 s den sechsten Platz und wurde mit der ägyptischen 4-mal-100-Meter-Staffel in 48,32 s Vierte. 2016 gewann sie bei den U23-Mittelmeermeisterschaften in Tunis in 23,64 s die Silbermedaille hinter der Französin Maroussia Paré und belegte über 100 Meter in 11,72 s Rang vier. Zwei Jahre später gewann sie bei den U23-Mittelmeermeisterschaften in Jesolo in 11,62 s die Bronzemedaille über 100 Meter hinter der Spanierin Paula Sevilla und Diana Vaisman aus Israel. Zudem gewann sie in 23,89 s die Silbermedaille über 200 Meter hinter der Französin Cynthia Leduc. Anschließend wurde sie bei den Mittelmeerspielen in Tarragona in 23,47 s Sechste über 200 Meter und bei den Afrikameisterschaften in Asaba schied sie mit 11,86 s im 100-Meter-Halbfinale aus.
2019 nahm sie erstmals an der Sommer-Universiade in Neapel teil und erreichte dort mit 11,53 s Rang sieben. Anschließend startete sie bei den Afrikaspielen in Rabat und gewann dort mit neuem Landesrekord von 11,31 s die Bronzemedaille über 100 Meter hinter der Ivorerin Marie-Josée Ta Lou und Gina Bass aus Gambia. Kurz darauf gewann sie in 22,89 s die Silbermedaille über 200 Meter hinter Bass. Über 200 Meter qualifizierte sie sich damit für die Weltmeisterschaften in Doha, bei denen sie mit 22,92 s im Halbfinale ausschied. Im Jahr darauf siegte sie in 11,23 s und 22,91 s über 100 und 200 Meter beim Kladno hází a Kladenské memoriály. 2021 gewann sie bei den Arabischen Meisterschaften in Radès in 11,45 s und 23,08 s jeweils die Silbermedaille hinter der Irakerin Dana Hussein Abdulrazak und anschließend verbesserte sie in Brünn die Landesrekorde auf 11,14 s und 22,79 s. Im Jahr darauf startete sie im 60-Meter-Lauf bei den Hallenweltmeisterschaften in Belgrad und schied dort mit neuem Landesrekord von 7,31 s in der ersten Runde aus. Anfang Mai verbesserte sie den Landesrekord über 100 Meter auf 11,02 s und siegte Ende Juni in 11,10 m bei den Mittelmeerspielen in Oran und siegte dort auch über 200 Meter mit neuem Landesrekord von 22,47 s. 2023 verbesserte sie ihren Landesrekord über 200 Meter auf 22,41 s und siegte Ende Juni in 11,33 s bei den Arabischen Meisterschaften in Marrakesch und im Jahr darauf ging sie bei den Afrikameisterschaften in Douala im Halbfinale über 200 Meter nicht mehr an den Start. 2025 stellte sie in Karlsruhe mit 52,17 s einen Landesrekord im 400-Meter-Lauf auf und schied über diese Distanz bei den Hallenweltmeisterschaften in Nanjing mit 52,62 s in der Vorrunde aus. Anfang April siegte sie in 50,77 s über 400 Meter beim Botswana Golden Grand Prix und stellte damit einen neuen Landesrekord auf. Anschließend siegte sie bei den Arabischen Meisterschaften in 11,52 s und 22,91 s über 100 und 200 Meter und gewann mit der 4-mal-100-Meter-Staffel in 47,89 s die Silbermedaille hinter dem Team aus Algerien. 
In den Jahren 2016 und von 2018 bis 2022 wurde Hemida ägyptische Meisterin im 100- und 200-Meter-Lauf.

## Persönliche Bestzeiten
- 100 Meter: 11,02 s (−0,4 m/s), 7. Mai 2022 in Nairobi (ägyptischer Rekord)
  - 60 Meter (Halle): 7,31 s, 18. März 2022 in Belgrad (ägyptischer Rekord)
- 200 Meter: 22,41 s (+1,4 m/s), 4. Juni 2023 in Hengelo (ägyptischer Rekord)
- 400 Meter: 50,77 s, 10. April 2025 in Gaborone (ägyptischer Rekord)
  - 400 Meter (Halle): 52,17 s, 7. Februar 2025 in Karlsruhe (ägyptischer Rekord)